# Elm (Zwitserland)
Elm is een plaats en voormalige gemeente in het Zwitserse kanton Glarus, en maakt sinds 1 januari 2011 deel uit van de gemeente Glarus Süd.

## Geografie
Het bevindt zich in een dal omgeven door bergen als de Piz Sardona, Hausstock, Vorab en Kärpf. Het dorp is bekend door een gat in de bergen, het zogenaamde Martinsloch. Door dit gat schijnt de zon bij het begin van de herfst en de lente precies op de kerk van het dorp.

## Geschiedenis
De bergstorting van Elm in 1881, door mijnbouw veroorzaakt, was een van de grootste door mensen veroorzaakte rampen in de moderne tijd met 114 doden. In 1981 ontving Elm de Wakkerprijs.

## Geboren
- Vreni Schneider (1964-), alpineskiester